# Lulluspfad
Der Lulluspfad ist ein 184 km langer Fernwanderweg (Wegzeichen X 16), der den Edersee in Nordhessen mit dem Rennsteig in Thüringen verbindet. Namensgeber ist der Mainzer Erzbischof Lullus, der im Jahr 769 das Kloster Hersfeld gründete, welches am Mittelteil des Wanderweges liegt. 

## Verlauf
Der Lulluspfad beginnt in Herzhausen am westlichen Ende des Edersees. Von dort durchquert er den Nationalpark Kellerwald-Edersee nach Bad Wildungen, verlässt den Kellerwald in Jesberg und überquert im weiteren Verlauf die Schwalm bei der Landsburg in der Gemeinde Neuental. Ab Frielendorf verläuft er durch das Knüllgebirge und führt über dessen höchste Gipfel, das Knüllköpfchen (634 m) und den Eisenberg (636 m), bevor er die „Lullusstadt“ Bad Hersfeld erreicht. Bei Philippsthal überquert der Wanderweg erst die Werra und dann die hessisch-thüringische Grenze. Hinter Oberzella steigt der Weg zur Hohen Wart (401 m) und führt in stetigem auf und ab durch den Frauenseer Forst nach Frauensee, wo im Mittelalter ein bedeutendes Nonnenkloster stand, und vorbei am Hautsee nach Marksuhl. Nördlich von Marksuhl verläuft der Weg bis Etterwinden auf dem Sallmannshäuser Rennsteig, biegt aber am Eichberg (454 m) vor Etterwinden nach Schloss Wilhelmsthal ab und trifft schließlich an der Hohen Sonne südlich von Eisenach auf den Rennsteig. Die letzte Etappe führt in einem leichten Bogen von Osten über die Weinstraße nach Eisenach, sie gewährt mehrere Blicke zur nahen Wartburg und den Hörselbergen.